# پاول دیویس (بازیکن فوتبال، زاده ۱۹۶۰)
پاول دیویس (انگلیسی: Paul Davies؛ زادهٔ ۹ اکتبر ۱۹۶۰) بازیکن فوتبال اهل بریتانیا است.
از باشگاه‌هایی که در آن بازی کرده‌است می‌توان به باشگاه فوتبال کیدرمینستر هاریرس، باشگاه فوتبال ووستر سیتی، و باشگاه فوتبال کاردیف سیتی اشاره کرد.